# Повало-Швейковский, Николай Павлович
Николай Павлович Повало-Швейковский (6 марта 1822 — не ранее 1876) — русский военный моряк, участник Крымской войны, контр-адмирал (1876).

## Биография
Из православного дворянского рода Повало-Швейковских. Образование получил в Морском кадетском корпусе в Санкт-Петербурге. В 1840 году гардемарином ходил на военном корабле по Балтийскому морю. В 1841 году был произведён в мичманы и направлен служить на Черноморский флот. В 1842—1843 годах на шхуне «Вестовой» совершил плавание по архипелагу Эгейских островов (которые в дореволюционных источниках именовались просто Архипелагом), а затем ежегодно плавал по Черному морю. 
В 1850 году Повало-Швейковский был назначен адъютантом командира Севастопольского порта вице-адмирала С. П. Хрущова. В 1850—1852 годах командовал яхтой «Стрела» и плавал на ней у крымских берегов. В 1852 году был назначен старшим адъютантом штаба Черноморского флота и портов. В 1853 году на пароходе «Прут», был послан к отряду судов Дунайской флотилии, где служил под командованием капитана 2-го ранга А. Ф. Варпаховского.
В самом начале Крымской войны, 11 октября 1853 года, по распоряжению генерала от инфантерии генерал-адъютанта А. Н. Лидерса, отряд Дунайской флотилии из восьми канонерских лодок, буксируемых (сопровождаемых?) пароходами «Прут» и «Ординарец», отправился от острова Четал, близ Измаила, в Галац для охраны границ по верховью Дуная. Для уменьшения потерь было приказано идти в темное время суток, но начальник отряда и другие просили позволения пройти мимо турецкой крепости Исакчи днём, чтобы показать презрение к опасности. «Снисходя к столь возвышенному чувству», генерал от инфантерии А. Н. Лидерс дал на то разрешение. В 8.30 часов утра, когда пароходы с лодками приблизились к Исакче, турки открыли артиллерийский огонь. Отряд под командованием Варпаховского открыл ответный огонь из пушек пароходов и канонерских лодок. В самом начале боя командир отряда Варпаховский был убит прямым попаданием ядра в грудь на кожухе парохода «Ординарец». Кроме него, погибли ещё 13 человек; кроме того, 5 офицеров и 55 нижних чинов были ранены. Повреждения судов были незначительны, и они благополучно достигли места назначения, откуда «Прут» был отправлен в Гирсово, вверх по Дунаю.
Повало-Швейковский за отличие в этом деле был произведён в капитан-лейтенанты.
Затем он вернулся в Севастополь, где состоял при вице-адмирале и генерал-адъютанте В. А. Корнилове и управлял его походной канцелярией. 
В 1854 году Повало-Швейковский находился на Севастопольском рейде на корабле «Великий Князь Константин» в составе штаба адмирала Корнилова. В 1855—1858 годах служил в Николаеве дежурным штаб-офицером при контр-адмирале Г. И. Бутакове.
В 1866 году был произведён в капитаны 1-го ранга, в 1868 году, за выслугу 25 лет, награжден орденом Святого Владимира 4 степени с бантом. В марте 1876 года Повало-Швейковский бал произведён в генерал-майоры по флоту при выходе в отставку, а в мае того же года был переименован (по собственному прошению?) в контр-адмиралы с оставлением в отставке.